# اوا اکبالد
 اوا اکبالد (انگلیسی: Eva Ekeblad؛ زاده ۱۰ ژوئیهٔ ۱۷۲۴ - درگذشته ۱۵ مهٔ ۱۷۸۶) ادیب و کنت و همچنین برزشناس و دانشمند سوئدی بود.